# Biomécanique des muscles
Le comportement mécanique des fibres musculaires est un phénomène lié au rapport entre contraintes et déformations.

## Physiologie
Un muscle génère deux types de force : passive ou active. Les forces passives sont dues à l’élasticité de la paroi. Les forces actives sont dues aux mécanismes mis en place dans les fibres musculaires lorsqu’elles sont soumises à un effort extérieur ou lorsqu’elles sont étirées. Elles permettent de mettre en mouvement les tissus et sont gouvernées par les stimuli électriques du système nerveux. Elles sont dues au « cross-bridge ».
Les fibres musculaires sont constituées de sarcomères, elles-mêmes constituées d’actine (thin filaments) et de myosine  (thick filaments).
Lorsqu’un stimulus électrique arrive sur la cellule, le réticulum de la cellule contenant des ions Ca2+ les libère. Le calcium va s’accrocher sur les complexes de troponine des filaments d’actine, ce qui va changer sa conformation spatiale et ainsi permettre  aux têtes de la myosine de s’accrocher sur l’actine et ainsi la fibre va se contracter comme un ressort. Le calcium permet à la myosine de marcher le long des filaments d’actine. C’est ce que l’on appelle le « cross-bridge ».

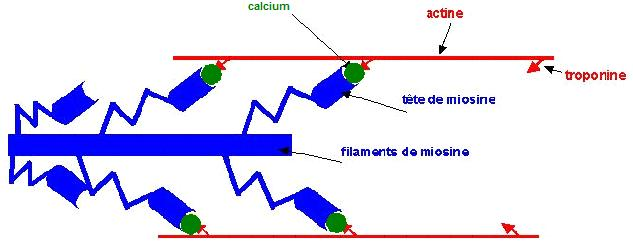
Le cross bridge.

## Modèle mécanique des fibres musculaires
Un modèle couramment utilisé est le modèle pour les fibres musculaires est le modèle de A. V. Hill (1922). Il est constitué d’un ressort, d’un amortisseur et d’une branche active en parallèle, le tout en série avec un ressort. La branche active modélise l’activité du muscle lorsqu’il y a un stimulus électrique. La branche passive modélise le comportement du muscle en tant que matériau non vivant.

## Différents types de contractions musculaires
- isométrique  : la force produite par le muscle est égale à la force externe.
- dynamique (de deux types) : 
  - Excentrique, c’est-à-dire que la force produite par le muscle est inférieure à la force externe. Ce qui, par application de la deuxième loi de Newton, induit un mouvement excentrique (une extension dans le cas d'un muscle monoarticulaire).
  - Concentrique, c’est-à-dire que la force produite par le muscle est supérieure à la force externe. Ce qui, par application de la deuxième loi de Newton, induit un mouvement concentrique (une flexion dans le cas d'un muscle monoarticulaire).

Les différentes vitesses de contractions correspondent à des niveaux de force différents. Ces valeurs sont données par la relation force/vitesse.